# 雷索希爾卡 (赫米利尼克區)
49°28′23″N 27°52′1″E / 49.47306°N 27.86694°E
雷索希爾卡（烏克蘭語：Лисогірка），是烏克蘭的村落，位於該國西南部文尼察州，由赫米利尼克區負責管轄，面積0.07平方公里，海拔高度320米，2001年人口131，人口密度每平方公里1,819.44人。